# Demetrios Capetanakis
Demetrios Capetanakis (Kapetanakis, griego Δημήτριος Καπετανάκης) (Esmirna, 1912 – Londres, 9 de marzo de 1944) fue un poeta, ensayista y crítico griego. Residente en el Reino Unido desde 1939, escribió algo de su obra poética en inglés.
Llegó a Atenas con su madre, que huía de la catástrofe de Asia Menor y la invasión de Esmirna con sus tres hijos.
Se graduó en la Universidad de Atenas, siendo discípulo de Panagiotis Kanellopoulos, a quien se volvería a encontrar en el gobierno griego en el exilio en Londres, y obtuvo un doctorado de la Universidad de Heidelberg. En 1939, con una plaza en el British Council, se trasladó a la Universidad de Cambridge, estudiando con Dadie Rylands. 
Se convirtió en protegido de Edith Sitwell. En 1941 se encontró con John Lehmann., who published Capetanakis in New Writing and became a close friend. Through Lehmann he met William Plomer.
Fue diagnosticado de leucemia en 1942. En Birmingham fue apoyado por Dame Elizabeth Cadbury. Murió en el Hospital de Westminster y fue enterrado en el cementerio West Norwood .